# Gigantoceras viridis
Gigantoceras viridis är en fjärilsart som beskrevs av Emilio Berio 1956/57. Gigantoceras viridis ingår i släktet Gigantoceras och familjen trågspinnare. Inga underarter finns listade i Catalogue of Life.